# Olimpíada de ajedrez de 1954
La XI Olimpíada de Ajedrez masculina se llevó a cabo en el Apollohal, en la ciudad de Ámsterdam (Países Bajos), del 4 al 25 de septiembre de 1954. Participaron 26 equipos, y se disputó un total de 915 partidas. 
El torneo fue disputado a cuatro tableros por equipo, participando un total de 149 jugadores, incluyendo 18 Grandes Maestros y 38 Maestros Internacionales.

## Resultados

### Clasificación general
| Pos. | País             | Puntos | Equipo                                                |
| ---- | ---------------- | ------ | ----------------------------------------------------- |
|      | Unión Soviética  | 34     | Botvínnik, Smyslov, Bronstein, Keres, Géler, Kotov    |
|      | Argentina        | 27     | Najdorf, Bolbochán, Panno, Guimard, Rossetto, Pilnik  |
|      | Yugoslavia       | 26½    | Pirc, Gligorić, Trifunović, Rabar, Fuderer, Matanović |
| 4    | Checoslovaquia   | 24½    | Pachman, Filip, Zita, Šajtar, Fichtl, Ujtelky         |
| 5    | Alemania Federal | 23½    | Unzicker, Schmid, Pfeiffer, Rellstab, Darga, Joppen   |
| 6    | Hungría          | 23     | Szabó, Kluger, Barcza, Sándor Gereben                 |

### Medallas individuales

#### Primer tablero
| Pos. | Jugador             | País            | Puntos | Partidas |
| ---- | ------------------- | --------------- | ------ | -------- |
|      | GM Mijaíl Botvinnik | Unión Soviética | 8½     | 11       |
|      | Josef Kupper        | Suiza           | 10     | 14       |
|      | MI Bent Larsen      | Dinamarca       | 14     | 18       |

#### Segundo tablero
| Pos. | Jugador                | País            | Puntos | Partidas |
| ---- | ---------------------- | --------------- | ------ | -------- |
|      | MI Frank Ross Anderson | Canadá          | 14     | 17       |
|      | MI Julio Bolbochán     | Argentina       | 11½    | 15       |
|      | GM Vasili Smyslov      | Unión Soviética | 9      | 12       |

#### Tercer tablero
| Pos. | Jugador            | País            | Puntos | Partidas |
| ---- | ------------------ | --------------- | ------ | -------- |
|      | GM Gedeon Barcza   | Hungría         | 12½    | 16       |
|      | GM David Bronstein | Unión Soviética | 10½    | 14       |
|      | Palle Nielsen      | Dinamarca       | 11½    | 16       |

#### Cuarto tablero
| Pos. | Jugador              | País            | Puntos | Partidas |
| ---- | -------------------- | --------------- | ------ | -------- |
|      | GM Paul Keres        | Unión Soviética | 13½    | 14       |
|      | Edwin Bhend          | Suiza           | 10     | 13       |
|      | Francesco Scafarelli | Italia          | 12½    | 17       |

#### Primer tablero de reserva
| Pos. | Jugador            | País            | Puntos | Partidas |
| ---- | ------------------ | --------------- | ------ | -------- |
|      | GM Yefim Géler     | Unión Soviética | 5      | 7        |
|      | MI Andrija Fuderer | Yugoslavia      | 8½     | 12       |
|      | Zoltan Kovács      | Austria         | 9      | 13       |

#### Segundo tablero de reserva
| Pos. | Jugador                 | País       | Puntos | Partidas |
| ---- | ----------------------- | ---------- | ------ | -------- |
|      | S. Burstein             | Francia    | 8½     | 11       |
|      | Edgar Walther           | Suiza      | 9½     | 13       |
|      | MI Aleksandar Matanović | Yugoslavia | 6½     | 9        |